# نیکلای تودوروف
نیکلای تودوروف (بلغاری: Николай Тодоров Тодоров؛ ۶ ژوئن ۱۹۲۱ – ۲۷ اوت ۲۰۰۳) سیاست‌مدار اهل بلغارستان بود. وی از ۱۷ ژوئیه ۱۹۹۰ تا ۱ اوت ۱۹۹۰ رئیس‌جمهور موقت بلغارستان بود.
نیکلای تودوروف در ۲۷ اوت ۲۰۰۳، در سن ۸۲ سالگی درگذشت.